# Cowboy Rhapsody
Cowboy Rhapsody is een compositie van Morton Gould. Gould schreef naast serieuze muziek ook weleens een tussendoortje, die afweek van het gangbare. Een voorbeeld daarvan is zijn concert voor tapdanser en orkest. Zijn Cowboy Rhapsody zit tussen zijn serieuze en minder serieuze werk in.
De opdracht voor dit werk kwam zijn muziekuitgeverij Mills Music, die een werk vroeg voor band . Gould, die net als serieus componist carrière maakte zag er eerst niets in, maar een plaatselijke band trok hem over de streep. De eerste uitvoering was dan ook voor rekening van het universiteitsorkest van de Universiteit van Michigan (gevestigd in Ann Arbor) onder leiding van de componist; datum 28 maart 1940. In 1943 kreeg Gould het verzoek het breder te trekken; een versie voor symfonieorkest werd verlangd door Arthur Rodzinski, toenmalig dirigent van het New York Philharmonic Orchestra. Deze combinatie zou het werk echter (toen) niet uitvoeren. De eerste uitvoering werd verzorgd door het St. Louis Orchestra weer onder leiding van de componist; datum 18 maart 1944. Na de eerste uitvoering mocht Gould met dit werk ook op de bok staan bij Boston Pops en het Boston Symphony Orchestra.
De combinatie compositie en componist is hier een vreemde. Gould was afkomstig uit het New Yorkse stadsdeel Queens en heeft nauwelijks cowboys gezien, anders dan in films. De rapsodie is dan wel een logische uitweg; het is een aaneenschakeling van bewerkte cowboyliederen, die vervolgens georkestreerd werden. De rapsodievorm biedt een uitgelezen kans om een compositie op te leveren met wisselende ritmen, wisselende maatindelingen en stemmingen. Het ene moment wordt een scherp afgebakende cowboyjig gespeeld, het volgend moment wordt overgeschakeld naar breed gespeelde muziek, die zo weg lijkt gerukt uit muziek voor een denkbeeldige film over Amerikaanse landschappen.

## Orkestratie
- 3 dwarsfluiten waaronder piccolo, 3 hobo’s waaronder althobo, 3 klarinetten waaronder basklarinet, 3 fagotten waaronder contrafagot
- 4 + 2 hoorns, 3 trompetten, 3 trombones 1 tuba;
- pauken, 4 man / vrouw percussie, harp, gitaar;
- violen, altviolen, celli, contrabassen

## Discografie
- Uitgave Albany Records: Sinfonia Varsovia onder leiding van Ian Hobson, een opname uit 2008